# Théâtre Lyrique
El Théâtre Lyrique, o Théâtre-Lyrique Impérial, fou un dels tres teatres d'òpera que hi havia a París al segle xix (els altres dos eren l'Opéra i l'Opéra-Comique).
Situat a la Place du Châtelet prop del Sena, el teatre original fou inaugurat el 20 de febrer de 1847 i va funcionar durant 19 temporades fins al 1871, quan fou destruït pel foc. Va ser reconstruït a semblança de l'original i amb el nom de Théâtre de la Ville, però mai més s'hi va representar cap òpera.
Un bon nombre d'òperes franceses es van estrenar al teatre, destacant:
- Si j'étais roi d'Adolphe Adam el 1852
- Les Dragons de Villars de Aimé Maillart el 1856
- Faust de Gounod el 1859
- Les Troyens de Berlioz el 1863
- Les Pêcheurs de perles de Bizet el 1863
- La Jolie Fille de Perth de Bizet el 1867
- Roméo et Juliette de Gounod el 1867

També algunes òperes no franceses hi van tenir èxit:
- Orfeo ed Euridice de Gluck el novembre de 1859 (sota la direcció de Berlioz)
- Macbeth de Verdi el 1865 (versió revisada i ampliada).